# Andrzej Krupa
Andrzej Krupa (ur. 21 maja 1948 w Opolu) – polski piłkarz grający na pozycji bramkarza, trener. Wieloletni zawodnik Odry Opole.

## Życiorys
Andrzej Krupa karierę rozpoczął w Odrze Opole, z którą w sezonie 1966/1967 awansował do ekstraklasy. Po odejściu z Odry Opole Konrada Kornka Andrzej Krupa został pierwszym bramkarzem "Niebiesko-Czerwonych", którego trenerem był Engelbert Jarek. W sezonie 1971/1972 w okresie 25 sierpnia - 24 października 1971 roku, Andrzej Krupa miał świetną passę zachowując przez 655 minut czyste konto.
W sezonie 1975/1976 wraz z zespołem prowadzonym przez Antoniego Piechniczka awansował do ekstraklasy i był pierwszoplanową postacią zespołu. W sezonie 1976/1977 Andrzej Krupa został zdyskwalifikowany na pół roku za niesportowe zachowanie i niesolidne treningi, w efekcie czego został przesunięty do drużyny rezerw i ostatecznie rozstał się z Odrą Opole.
Po zakończeniu kariery piłkarskiej Andrzej Krupa został trenerem. Trenował m.in.: w duecie z Antonim Kotem Odrę Opole (w latach 1997–1998 samodzielnie) i Start Namysłów, z którym w sezonie 1994/1995 awansował do II ligi.